# Karl Brunner
Karl Brunner (n. 19 mai 1951, Valdaora, Trentino-Tirolul de Sud, Italia) este un sănier ce a reprezentat Italia, medaliat olimpic. A participat la o ediție a Jocurilor Olimpice (1980) în care a câștigat o medalie de argint.

## Participări
Lista de mai jos prezintă principalele competiții la care a participat Karl Brunner de-a lungul carierei.
- Sanie la Jocurile Olimpice de iarnă din 1980 – proba de dublu[*]